# رؤية الحرباء

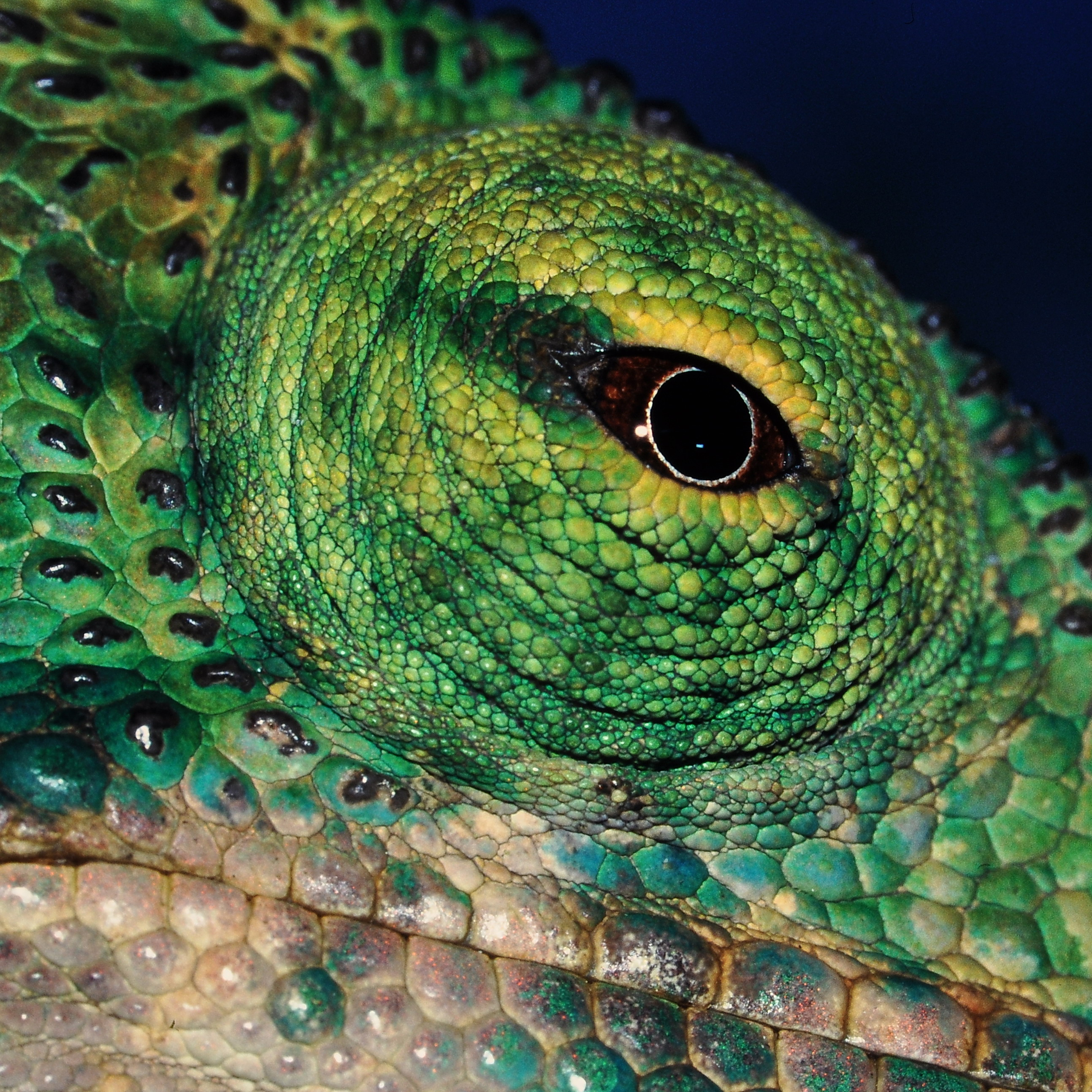
عين الحرباء

الحرباء من بين السحالي التي تعتمد بشكل كبير على الرؤية، حيث تستخدم هذه الحاسة في اصطياد الفرائس، وسلوك التزاوج، وتجنب الحيوانات المفترسة. تشمل السمات الفريدة لرؤية الحرباء عدسة سلبية، وقرنية إيجابية، والتركيز أحادي العين. ربما يكون تطور النظام البصري للحرباء قد تطور للمساعدة في اصطياد الفرائس و/أو تجنب الحيوانات المفترسة.
تمتلك الحرباء الزاوية أو اتساع حركة العين الأكبر بين الفقاريات وتتحرك عيونها بشكل مستقل عن بعضها البعض. وهذا يسمح للحرباء بمراقبة جسم يقترب بينما تفحص محيطها في نفس الوقت. تبرز عيون الحرباء جانبيًا من الرأس، مما يمنح السحلية رؤية بانورامية. جفن ملتحم بالبؤبؤ يحمي العينين، تاركًا جزءًا صغيرًا فقط مكشوفًا. باستخدام عدسة سالبة (قصر النظر أو مقعرة) وقرنية موجبة (طول النظر أو محدبة)، تستخدم الحرباء طريقة التركيز أحادية العين لتقدير المسافة تسمى التكيف القرني. تركز كل عين بشكل مستقل، والذي يتحقق من خلال التشريح الفريد لعين الحرباء لنقاط عقدية ومركزية منفصلة للعين. أخيرًا، تسمح "العضلة الهدبية المخططة بدلاً من العضلة الهدبية الملساء في الزواحف" بالتركيز السريع.

## العدسة السالبة
تتميز عيون الحرباء بعدسة سالبة، مما يعني أن العدسة مقعرة. وهذا يعمل على تكبير صورة الشبكية، مما يسمح بتركيز أكثر دقة. في الواقع، يُعد تكبير الصورة لدى الحرباء أعلى عند المقارنة النسبية بأعين جميع الفقاريات الأخرى.

## القرنية الموجبة
على الرغم من أن العدسة سالبة، إلا أن قرنية عيون الحرباء موجبة، أي أنها محدبة. تساهم القوة المتزايدة للقرنية أيضًا في تركيز أكثر دقة مقارنة بالفقاريات الأخرى. تعمل القرنية على تحسين دقة الرؤية في مجال رؤية أضيق.

## التركيز الأحادي العين وتكييف القرنية
يسمح الجمع بين عدسة سالبة (مقعرة) وقرنية موجبة (محدبة) في عين الحرباء بالتركيز الدقيق من خلال تكيف القرنية. ويجعل استخدام استيعاب القرنية لإدراك العمق من الحرباء الحيوان الفقاري الوحيد الذي يركز أحاديًا. وبينما تعمل الرؤيا في العينتان بشكل مستقل في الحرباء، فإن العين التي تكتشف الفريسة لأول مرة ستوجه الاستيعاب في العين الأخرى. وعلى عكس الاعتقاد السابق بأن الحرباء تستخدم الترائي (كلا العينين) لإدراك العمق، أظهرت الأبحاث أن التركيز الأحادي هو الأكثر احتمالًا.
ووفقًا لمرحلة الحرباء في تسلسل الافتراس، يمكن أن يكون استيعاب القرنية مقترنًا، مما يعني أن العينين تركزان بشكل مستقل على نفس الشيء. وعند مسح البيئة وتقدير المسافة إلى الفريسة، يكون البصر والاستيعاب غير مقترنين: تركز العينان على أشياء مختلفة، مثل البيئة والفريسة التي ترصدها حديثًا. ومباشرة قبل إخراج لسان الحرباء المميز، يتم اقتران الاستيعاب في كلتا العينين: تركز كلتا العينين بشكل مستقل على الفريسة. يُظهر عدم التوافق الدقيق للصور من كل عين، كما يتضح من قياس زوايا مختلفة من العين إلى الهدف، أن الترائي غير محتمل لإدراك العمق لدى الحرباء.

## فصل النقطة العقدية
النقطة العقدية في العين هي النقطة التي تتلاقى عندها "الخطوط التي تصل بين نقاط المشهد والنقاط المقابلة لها في الصورة." تقع النقطة العقدية لدى الحرباء على مسافة كبيرة أمام مركز الدوران، وهي النقطة التي يدور حولها العين في تجويف العين. نتيجة لهذا الفصل بين النقطتين العقديتين، تتحرك صور الأجسام على شبكية العين بدرجات متفاوتة بناءً على بعدها عن الحرباء. يُعتبر موقع الصورة على الشبكية "الوسيلة الأساسية التي تحكم بها الحرباء المسافة."لذلك، فإن دوران إحدى عيني الحرباء يُعلمها "المسافات النسبية لأشياء مختلفة."من الآثار المهمة للقدرة على الحكم على المسافة بعين واحدة أنه ليس من الضروري تحريك الرأس للسماح بالرؤية المجسمة للجسم.

## التطور

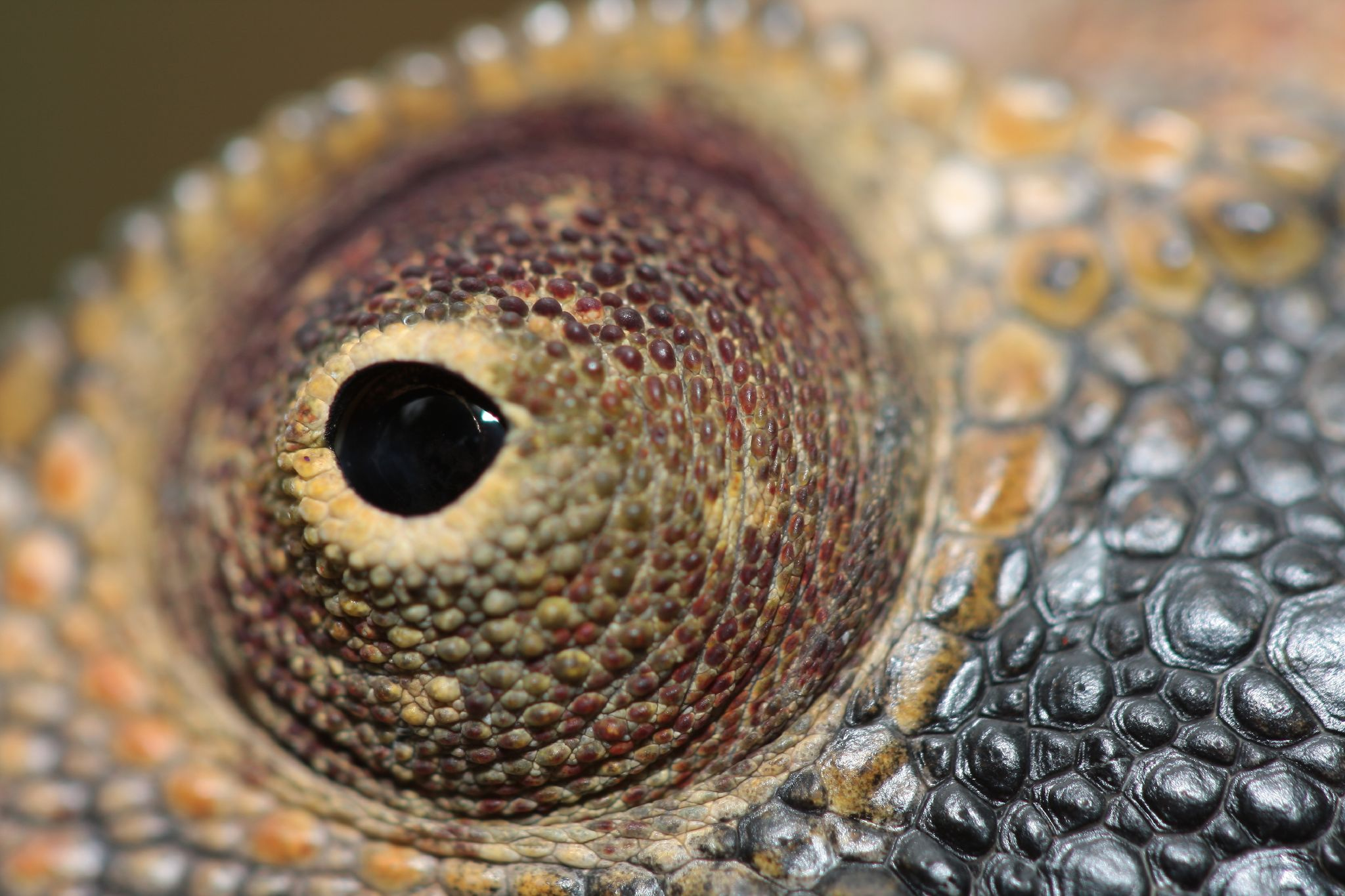
تطور عين الحرباء

### الحرباء كمرحلة انتقالية تطورية إلى الرؤية المجسمة
هناك نظرية مقترحة لتطور الرؤية عند الحرشفيات (فصيلة تشمل السحالي والثعابين) مفادها بأن تكيف القرنية والإدراك أحادي العين للعمق هما آليات "بدائية" بالمقارنة بالرؤية ثنائية العين والرؤية
المجسمة. تستخدم الحرباء إستراتيجية بديلة للرؤية المجسمة وذلك بربط عينيها وظيفيا بشكل لحظوي مباشرة قبل إطلاق اللسان. يختلف هذا عن الرؤية المجسمة بأن الصور من كلتا العينين لا تُدمج في صورة واحدة. لكن من المحتمل أن يكون هذا الاستخدام قد ظهر في البداية لتقليل التشويش العصبي. يوحي هذا بأن الحرباء يمكن اعتبارها حلقة وصل بين استخدام العينين بشكل مستقل ومترابط. مع ذلك، من المحتمل أيضًا أن يكون نظام رؤية الحرباء طريقة بديلة ناجحة بنفس القدر لصيد الفريسة وتجنب الافتراس، وربما تكون أكثر ملاءمة لمكانة الحرباء كمفترسة مموهة تعيش على الأشجار مقارنة بأنظمة الرؤية الأخرى.

### الفريسة المفترس أسباب تطور عين الحرباء
الحرباء، وهي سحلية مموهة بطيئة الحركة، هي صائدة شجرية تختبئ وتنصب كمينًا للفريسة. يمكن رؤية كل من الفريسة والمفترسين ومراقبتهم باستخدام إدراك عمق أحادي العين. بالإضافة إلى ذلك، يسمح فصل نقطة العقد بتقدير المسافة بعين واحدة، لذلك لا تحتاج الحرباء إلى تحريك رأسها بأدنى حد لمشاهدة محيطها، مما يعزز إستراتيجية الحرباء في التخفي.

#### اصطياد الفريسة
تعكس الإستراتيجية المتخصصة التي تستخدمها الحرباء لصيد الفريسة تشريحها الحسي وكيفية استخدامها، وعلى وجه الخصوص البصر. أولاً، تُرصد الفريسة وتُقدر المسافة باستخدام عين واحدة. لتجنب اكتشاف الفريسة، تستخدم الحرباء حركة رأس قليلة، وذلك بفضل فصل النقطة العقدية. ثم تقوم الحرباء بتدوير رأسها ببطء تجاه الفريسة. تركز كلتا العينين بشكل مستقل على الفريسة قبل إخراج اللسان.

#### تجنب الافتراس
استجابة الحرباء لتجنب الافتراس تعتمد بشكل كبير على الرؤية. عند تجنب الافتراس، تستخدم الحرباء حركة رأس قليلة جدًا بالإضافة إلى طريقة فريدة لمراقبة التهديدات المحتملة. بفضل خاصية فصل النقطة العقدية، تستطيع الحرباء تحديد المسافة إلى مصدر تهديد محتمل باستخدام حركة رأس قليلة. وعند مواجهة تهديد محتمل، تقوم الحرباء بتدوير جسمها النحيل إلى الجانب الآخر من الفرع الذي تتربع عليه لتجنب الاكتشاف. كما تقوم أيضًا بالتحرك حول الفرع لإبقائه حاجزًا بينها وبين التهديد مع الحفاظ على التهديد في مجال رؤيتها. وإذا كان الفرع ضيقًا، تستطيع الحرباء مراقبة التهديد بكلتا العينين من حول الفرع. بينما قد يواجه نوع آخر من السحالي صعوبة في تحديد المسافة بسبب الإعتماد على عين واحدة لرؤية التهديد عند وجود فرع عريض، تستطيع الحرباء بفضل خاصية تكيف القرنية وفصل النقطة العقدية أن تحكم المسافة بينها وبين التهديد المحتمل حتى وإن كانت تراه بإحدى العينين فقط.

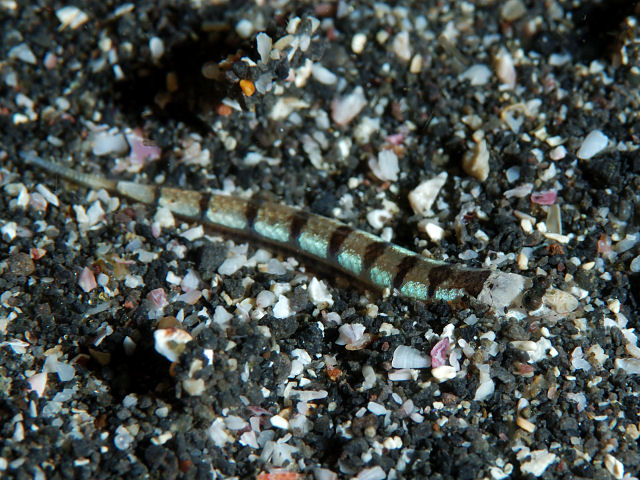
سمكة الرمل المخططة

#### بالمقارنة مع سمكة الرمل
على الرغم من تفرد عين الحرباء بين السحالي، إلا أن هناك تشابهًا موجودًا في حيوانات أخرى. على وجه الخصوص، تشترك سمكة الرملي المخططة [الإنجليزية] في ميزات رؤية رئيسية مع الحرباء. ويعزى ذلك إلى أن الظروف البيئية مثل الحاجة إلى تمويه التقاط فريسة سريعة والتي أدت إلى تطوير عين الحرباء يبدو أنها أثرت على سمكة الرملي أيضًا.
تتحقق الهجمات المفترسة السريعة من خلال عضلات القرنية المخططة للحرباء والأسماك الرملية طويلة الزعانف، مما يسمح بتكيف القرنية، وعدسة طاقة منخفضة، وزيادة قوة القرنية. إن تغطية الجفن شبه الكاملة وانعدام حركة الرأس بسبب الفصل العقدي يقللان من لفت الانتباه إلى الفريسة والمفترسات.